# Cyanóza
Cyanóza (z řec. κυάνος, kyanos = 'tmavě modrý, siný') je modravé až modrofialové zbarvení kůže a sliznic, které se objevuje při nedostatečném okysličení krve (hypoxemie), tedy při růstu redukovaného hemoglobinu nad 50 g/l. Cyanóza je častější u polyglobulie a vzácnější u anémie.

## Rozdělení
Rozlišujeme dva základní typy cyanózy: centrální a periferní. Dále existuje smíšený typ cyanózy.

### Centrální typ
Postihuje rovnoměrně kůži celého těla, sliznice, rty a jazyk. Vzniká při nedostatečném okysličování tepenné krve v plicích.

### Periferní typ
Nerovnoměrný, viditelný zejména na okrajových (akrálních) částech těla – prsty, ušní boltce, rty. Kůže je chladná. Vzniká delším setrváním krve v kapilárách a žílách, nejčastěji při pravostranné srdeční slabosti. Stejným typem je i cyanóza, která je způsobená chladem.

### Smíšená cyanóza
Kombinace centrální a periferní cyanózy, projevuje se u levostranné srdeční slabosti.